# Resistência (ecologia)
Em ecologia, resistência (ou estabilidade de resistência) é a capacidade que um sistema apresenta de manter sua estrutura e funcionamento diante de um distúrbio. Difere de resiliência, que é a capacidade de um sistema restabelecer seu equilíbrio após este ter sido rompido por um distúrbio.

## Florestas tropicais úmidas e fogo
Florestas tropicais úmidas, como a Floresta Amazônica e Matas de Galeria do Cerrado, quando submetidas ao fogo apresentam alta resistência e baixa resiliência. Esses ecossistemas apresentam clima úmido e baixo teor de material combustível na serrapilheira, resistindo assim ao estabelecimento do fogo.
Porém, uma vez queimadas e mortas, as clareiras e bordas deixadas pelas árvores tendem a ser colonizadas por gramíneas e outras espécies colonizadoras que são altamente inflamáveis, resultando assim na perpetuação do fogo e possível savanização da floresta.